# 山西省文物局
山西省文物局，前身是1952年成立的山西省人民政府文物管理委员会，2000年成为省政府直属机构。

## 历史沿革
1952年3月，山西省人民政府文物管理委员会（简称文管会）成立，辖有云冈石窟、晋祠、应县木塔等10个文物古迹保养所，下设勘察组、古建组、保管组、办公室等机构。1956年1月，山西省人民政府文物管理委员会更名为山西省文物管理委员会，并改为省文化局的直属单位。1956年10月，山西省文物管理委员会侯马工作站正式设立。
1959年5月，山西省文物管理委员会、山西省博物馆、山西省考古研究所三个单位合并，对内统称山西省文物工作委员会，对外三个单位仍相对独立。1962年1月，山西文物工作委员会晋东南工作站设立。1979年11月，中共山西省委撤销山西省文物工作委员会，原有的业务部门分类合并，分别成为山西省文物局、山西省博物馆、山西省考古研究所、山西省古建筑保护研究所四家单位。其中，考古队、侯马工作站和晋东南工作站合并为新的山西省考古研究所并独立挂牌，直属山西省文物局管辖。